# Alingar (huyện)
Alingar là một huyện thuộc tỉnh Laghman, Afghanistan. Dân số thời điểm năm 1999 là 7,208 người.